# Джеймс Кирк Полдінґ
Джеймс Кирк Полдінґ (англ. James Kirke Paulding, 22 серпня 1778 – 6 квітня 1860) — американський письменник і протягом деякого часу секретар Військово-Морського Флоту США.

## Біографія
Джеймс Керк Полдінґ народився 22 серпня 1778 року в Плезант-Веллі, штат Нью-Йорку. Полдінґ був значною мірою самоучкою.
Він став близьким другом Вашингтона Ірвінга. З Ірвінгом Полдінґ започаткував літературний проект. Як він це описував "одного дня, коли ми були у  грайливому настрої, у нас виник задум невеликого періодичного видання просто заради задоволення і щоб потішити публіку, ніхто з нас не сподівався, що він у щось втілиться". Результатом став Салмаґунді - короткочасне сатиричне видання, в якому вперше словом 'Готем' було названо Нью-Йорк
Разом з Ірвінгом Полдінґ був пов'язаний з "Нікербокерською групою", до якої також входили Вільям Каллен Брайант, Ґуліан Кроммелін Верпланк, Фітц-Грін Халлек, Джозеф Родман Дрейк, Роберт Чарльз Сендз, Лідія Марія Чайлд і Натаніель Паркер Вілліс.
Серед інших робіт Полдінґа також сатира Цікаві історії Джона Буля і Брат Джонатан (1812), роман, який набув популярності, Камін голландця (1831), Життя Вашингтона (1835) і кілька віршів. За десятиліття до того, як Вашингтон Ірвінг і Джеймс Фенімор Купер досягли успіху, Полдінґ експериментував у різних жанрах, намагаючись творити нову американську літературу. Він зробив значний внесок у розвиток роману і комедії. Koningsmarke (1823), яку він почав як пародію на історичні романи Вальтера Скотта, несподівано став повноцінним романом, що змальовує портрет старої негритянки, подібний до майбутнього зображання з симпатією але без романтизації індіанців Вільямом Фолкнером. Лев Заходу (1831), обраний на ігровому конкурсі, в якому Вільям Каллен Брайант був одним із суддів, являв собою шарж на Дейві Крокетта; це була найчастіше виконувана п'єса на американській сцені до Хатини дядька Тома, а її змінена версія мала успіх у Лондоні. Полдінґів Погляд на рабство в Сполучених Штатах (1836) був спробою всеосяжного захисту як чорного рабства, так і претензії Америки бути бастіоном свободи проти нападів аболіціоністів і європейських критиків.
Серед державних посад Полдінґа були секретар Ради комісарів флоту в 1815-23 і військово-морський агент в Нью-Йорку в 1824-38. Президент Мартін ван Бюрен призначив його секретарем Військово-Морського Флоту в червні 1838 року. Як секретар, він дотримувався консервативних поглядів, його глибокі знання військово-морської справи врівноважувались помітною відсутністю ентузіазму щодо нових технологій. Він виступав проти запровадження парових самохідних кораблів, заявивши, що він "ніколи не дозволить нашим старим кораблям зникнути і перетворити наш військово-морський флот на флот морських (парових) чудовиськ". Проте його правління було ознаменовано успіхами в паровій інженерії, широкомасштабними геологорозвідувальними роботами, розширенням флоту і розширенням програми військово-морських навчань.
Полдінг покинув свій пост зі зміною адміністрації в березні 1841, повернувся до літературних справ і зайнявся сільським господарством. Він помер на своїй фермі недалеко від Гайд-парку, Нью-Йорк. Похований на кладовищі Грін-Вуд в Брукліні, Нью-Йорк.
Корабель ВМС США James K. Paulding (DD-238) названо на честь міністра Військово-Морського Флоту Полдінґа.

## Часто цитована фраза
В оповіданні Полдінґа "Політик" є висловлення, яке часто приписують Семюелю Гомперсу: "Нагороджуй друзів і карай ворогів". Оповідання є частиною збірки Казки доброї жінки, Сумнівного  Джентльмена. Така ж засаднича думка (визначення правосуддя як: робити добро друзям і шкодити ворогам), з'являється в центральній праці Платона, Держава, в якій пізніше Платон її відкидає як неадекватну.

## Важливі роботи
- 1807–1808 – Салмаґунді[en] (з Вашінгтоном Ірвінгом)
- 1812 – Кумедна історія Джона Булла та брата Джонатана [Архівовано 15 грудня 2018 у Wayback Machine.]
- 1813 – The Lay of the Scottish Fiddle [Архівовано 15 грудня 2018 у Wayback Machine.]
- 1818 – Дикун [Архівовано 21 березня 2017 у Wayback Machine.]
- 1820 – Салмаґунді. Друга серія
- 1822 – Ескіз старої Англії від представника нової Англії [Архівовано 15 грудня 2018 у Wayback Machine.][7]
- 1823 – Koningsmarke, the Long Finne [Архівовано 15 грудня 2018 у Wayback Machine.]
- 1825 – Джон Буль в Америці, або Новий Мюнхаузен [Архівовано 20 березня 2017 у Wayback Machine.]
- 1826 – Веселі казки про трьох мудреців з Готема [Архівовано 15 грудня 2018 у Wayback Machine.]
- 1828 – Новий огляд для мандрівників [Архівовано 15 грудня 2018 у Wayback Machine.]
- 1829 – Казки про гарну жінку від сумнівного джентльмена [Архівовано 15 грудня 2018 у Wayback Machine.]
- 1830 – Хроніки міста Готема [Архівовано 21 березня 2017 у Wayback Machine.]
- 1831 – Камін голландця [Архівовано 15 грудня 2018 у Wayback Machine.]
- 1832 – Гей, на захід!
- 1835 – Життя Джорджа Вашингтона [Архівовано 15 грудня 2018 у Wayback Machine.], в двох томах
- 1836 – Погляд на рабство в США
- 1836 – Книга Святого Миколая [Архівовано 15 грудня 2018 у Wayback Machine.]
- 1838 – Подарунок з казкової країни [Архівовано 15 грудня 2018 у Wayback Machine.]
- 1846 – Старий Континентал або ціна свободи
- 1849 – Пуританин і його дочка